# As-Salihijja (Dajr az-Zaur)
As-Salihijja (arab. الصالحية) – miejscowość w Syrii, w muhafazie Dajr az-Zaur. W 2004 roku liczyła 4471 mieszkańców.